# Данон, Оскар
О́скар Да́нон (серб. Оскар Данон, хорв. Oskar Danon; 7 февраля 1913, Сараево, Австро-Венгрия, ныне Босния и Герцеговина — 18 декабря 2009, Белград, Сербия) — сербский, боснийский и югославский дирижёр, композитор и педагог. Академик Академии наук и искусств Боснии и Герцеговины.

## Биография
Окончил Пражскую консерваторию, где учился у Ярослава Кржички (композиция) и Павела Дедечека (дирижирование). В 1938 году защитил докторскую диссертацию по музыковедению в Карловом университете. Возвращается на родину и до 1941 года работает дирижёром певческого общества, оперного театра и филармонии в Сараеве. В годы Второй мировой войны 6ыл активным участником югославского партизанского движения. В 1944—1951 гг. возглавлял Симфонический оркестр Белградской филармонии, одновременно в 1945—1963 гг. главный дирижёр и директор оперного театра в Белграде. С 1970 года — главный дирижёр Словенской филармонии в Любляне. Много гастролировал, в частности, в СССР в 1959 году. В 1963—1970 годах — профессор оперного класса в Музыкальной академии в Белграде. Выступал как оперный режиссёр. Писал музыку для театра. Данон также был членом и президентом Ассоциации музыкальных артистов Сербии.
Он умер в Белграде, 18 декабря 2009 года, в возрасте 96 лет. Он похоронен на Аллее почётных граждан в Белградском Новом кладбище.

## Сочинения
- детский балет «Почему плачет маленькая Эмма»
- симфоническое скерцо
- партизанская песня «С маршалом Тито», де-факто гимн НОАЮ